# 韓宣
韩宣（?—?），字景然（一作字子景），冀州勃海郡（治今河北省沧州市南皮县东北）人，三国时曹魏官员。
韩宣个子短小。汉献帝建安年间，被曹操召为丞相府军谋掾。韩宣在于邺城东掖门内与临菑侯曹植相遇。这天新雨，路上有泥。韩宣来不及躲避，在道边用扇子挡着自己。曹植嫌韩宣挡着路，派人去问他担任什么官职，韩宣回答：“丞相军谋掾。”曹植又问：“这样就可以在这里唐突列侯？”韩宣说：“《春秋》之义，王室的人再卑微，也要位列诸侯之上，没听说大臣而为下士诸侯行礼的。”曹植又说：“即使如你所言，你作为我父亲的官员，见了我不该行礼吗？”韩宣说：“在禮儀上，大臣与儿子同属一个地位，而且我比你年长。”曹植于是放过他，曹植见了曹丕，说韩宣是个辩才。魏文帝黄初年间，韩宣任尚书郎。后出为清河郡、东郡太守。魏明帝时，任尚书大鸿胪，数年後去世。